# Currie Cup 1957-59
La Currie Cup de 1957-59 fue la vigésimo séptima edición del principal torneo de rugby provincial de Sudáfrica.
El campeón fue el equipo de Western Province quienes obtuvieron su décimo noveno campeonato.

## Participantes

### Posiciones
| Equipo                  |
| ----------------------- |
| Western Province        |
| Boland                  |
| Border                  |
| Eastern Province        |
| Eastern Transvaal       |
| Griqualand West         |
| Natal                   |
| North Eastern Districts |
| Northern Transvaal      |
| Orange Free State       |
| Rhodesia                |
| South West Africa       |
| South Western Districts |
| Transvaal               |
| Western Transvaal       |

|  | Campeón. |

### Campeón
| Bandera de Sudáfrica     |
| Campeón Western Province |
| Décimo noveno título     |